# Pearls Before Swine
Pearls Before Swine – amerykański zespół muzyczny grający psychodeliczny folk, założony przez Toma Rappa w 1965 roku w Eau Gallie (obecnie Melbourne) na Florydzie. Zespół wydał sześć albumów w latach 1967-1971, zanim Rapp rozpoczął karierę solową.

## Wczesne lata, 1965-68
Pierwszy skład zespołu to znajomi z liceum Wayne Harley (banjo, mandolina), Lane Lederer (gitara, gitara basowa) i Roger Crissinger (fortepian, organy) i Tom Rapp, którzy inspirując się grupą the Fugs, nagrali kilka napisanych przez Rapp’a piosenek i wysłali je do wytwórni płytowej ESP-Disk w Nowym Jorku. Grupa wzięła swą nazwę od fragmentu Biblii (Mt 7.8) „Nie dawajcie psom tego, co święte, i nie rzucajcie swych pereł przed świnie...” z ang. „Give not that which is holy unto the dogs, neither cast ye your pearls before swine...”
Pierwszy album One Nation Underground nagrali i wydali w 1967, były to piosenki zawierające w sobie po trochu mistycyzmu, protestu, melancholii i kontrowersji. Album został sprzedany w 200 000 kopii, lecz z powodu problemów w zarządzaniu i interpretowaniu umowy zespół ostatecznie otrzymał niewielkie wynagrodzenie za swój sukces.
Następny album to Balaklava (1968) o tematyce zdecydowanie anty-wojennej. Rapp powiedział: „The first two albums are probably considered the druggiest, and I had never done any drugs at that point. I smoked Winston cigarettes at that time, so these are all Winston-induced hallucinations.” (tłum. Dwa pierwsze albumy są uznawane za zbyt narkotyczne, ja wtedy nie brałem żadnych narkotyków. Cały ten czas paliłem papierosy Winston, więc to wszystko to halucynacje wywołane Winstonami). Okładki dwóch pierwszych albumów pokrywały dzieła Hieronymusa Boscha i Pietera Bruegla a natomiast teksty piosenek zawierały interpretacje książek Tolkiena, Herodota, jak i archiwalnych nagrań z 1890 roku, gdzie użyto innowacyjnej aranżacji piosenek z użyciem różnorodnych instrumentów elektrycznych.

## Popularność w kulturze
- Pearls Before Swine jest wymieniony w noweli Thomasa Pynchona z 2009 roku Inherent Vice.

## Dyskografia

### Albumy studyjne
- One Nation Underground (1967, ESP-Disk)
- Balaklava (1968, ESP-Disk)
- These Things Too (1969, Reprise)
- City of Gold (1971, Reprise) (Thos. Rapp / Pearls Before Swine)
- Beautiful Lies You Could Live In (1971, Reprise) (Tom Rapp / Pearls Before Swine)
- Familiar Songs (1972, Reprise) (Tom Rapp)
- Stardancer (1972, Blue Thumb) (Tom Rapp)
- Sunforest (1973, Blue Thumb) (Tom Rapp / Pearls Before Swine)
- A Journal Of The Plague Year (1999, Woronzow) (Tom Rapp)

### Albumy live
- Live Pearls (recorded 1971, released 2008, WildCat Recording)

### Kompilacje
- Constructive Melancholy (1999, Birdman) (CD compilation of 1969-72 Reprise tracks)
- Jewels Were The Stars (2003, Water) (4 CD box set of first four Reprise albums)
- The Wizard of Is (2004, Water) (2 CD collection of live recordings, out-takes etc.)
- The Complete ESP-Disk Recordings (2005, ESP-Disk and WildCat[1]) (the two ESP albums on one CD)

### Single
- „Morning Song” / „Drop Out!” (1967, ESP-Disk)
- „I Saw The World” / „Images Of April” (1968, ESP-Disk)
- „These Things Too” / „If You Don’t Want To” (1969, Reprise)
- „Suzanne” / „There Was a Man” (1969, Reprise)
- „The Jeweller” / „Rocket Man” (1970, Reprise)
- „Marshall” / „Why Should I Care?” (1972, Blue Thumb)